# Hohe Riffl
Die Hohe Riffl ist ein 3338 Meter hoher Berg in der Glocknergruppe in den Hohen Tauern, einem Gebirge der Zentralalpen. Der Berg liegt genau auf der Grenze zwischen den österreichischen Bundesländern Salzburg und Kärnten. Er erscheint von Süden aus gesehen wie eine sanfte firnbedeckte Erhebung im Rifflwinkel, einem flachen Teil des Gletschers Oberer Pasterzeboden. Nach Südosten wirkt er wie ein breiter Schneeberg, aber nach Norden hin besitzt die Hohe Riffl eine gewaltige, 350 Meter hohe, bis 60° geneigte Eiswand, in deren östlicher Hälfte der Fels zutage tritt. Nach Nordosten und Nordwesten sendet er ausgeprägte Grate aus, der Südgrat ist dagegen kaum auszumachen und erscheint wie ein flacher Rücken. Die Hohe Riffl ist von der Oberwalderhütte aus gut zu erreichen. Zuerst bestiegen wurde sie am 15. September 1869 von dem Prager Kaufmann Johann Stüdl und dem Münchner Alpinisten Karl Hofmann. Geführt wurden sie von Thomas Groder und Josef Schnell aus Kals am Großglockner.

## Lage und Umgebung

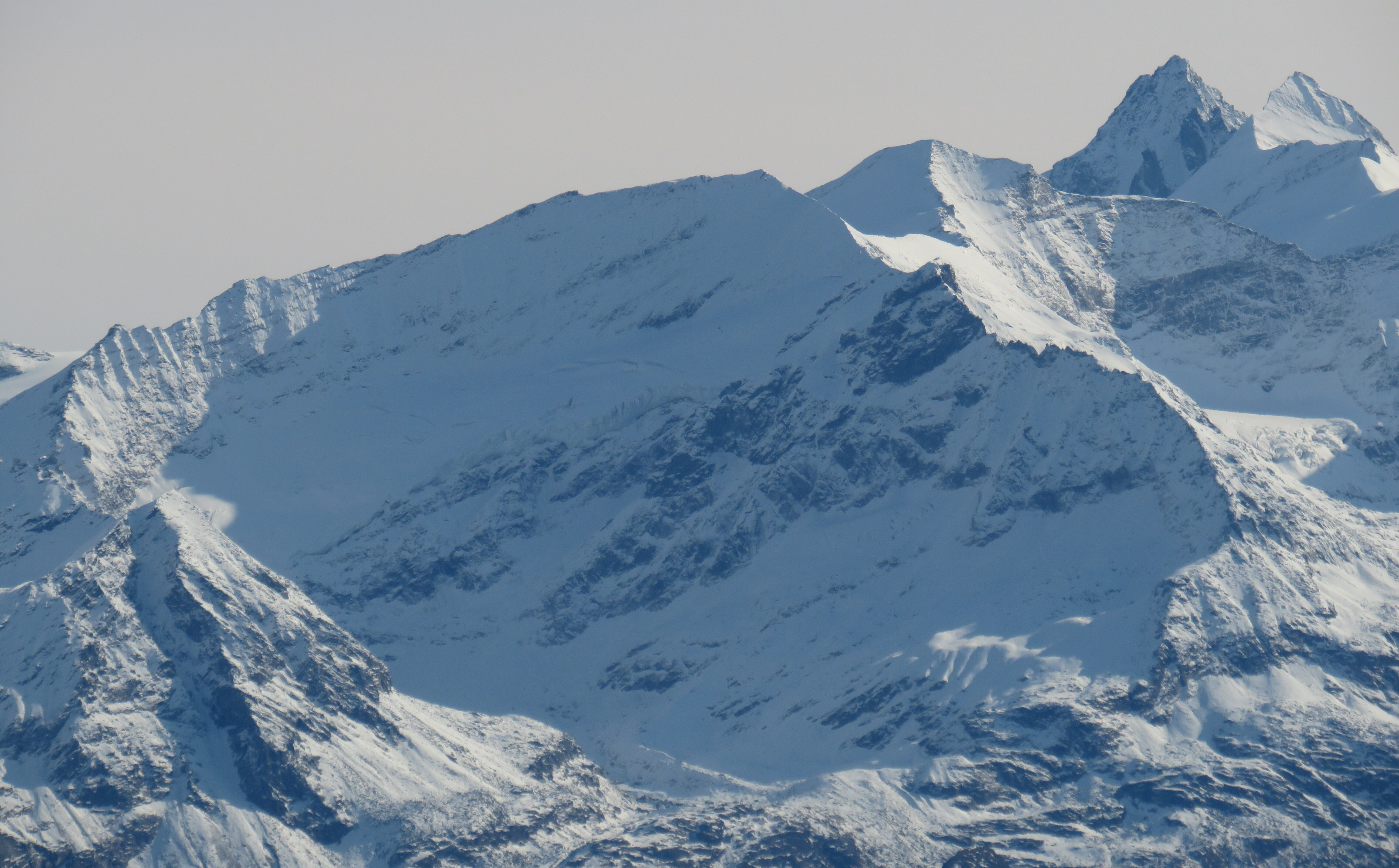
Lage der Hohen Riffl (Bildmitte) mit Totenkopf (rechts vom Gipfel vorn im Grat) im Tauernhauptkamm gesehen von Nordwesten, rechts davon Johannisberg, Großglockner und Glocknerwand, rechts vorne das Ödenwinkelkees, links Oberes Rifflkees, Unteres Rifflkees und mittig vorn das Rifflkarkees

Die Hohe Riffl liegt im sogenannten Rifflwinkel, einer Gletscherhochfläche nordwestlich oberhalb des sogenannten Pasterzenbodens, die das Nährgebiet der Pasterze bildet und sich bis fast auf den Gipfel erstreckt. Nördlich unterhalb der Nordwand liegt das spaltenreiche Obere Rifflkees, auch Die Totenlöcher genannt, und im Westen liegt das Totenkopfkees. Benachbarte Berge sind im Verlauf des bogenförmig nach Nordwesten gerichteten Nordostgrats der 3101 Meter hohe Torkopf, und weiter entfernt, jenseits des Kapruner Törls, auf 2639 Metern Höhe, der Kleine Eiser (2897 m). Im Süden der Hohen Riffl liegt im Verlauf des firnbedeckten Südgrats, getrennt durch den Wegübergang Obere Ödenwinkelscharte auf 3228 Metern Höhe, der Johannisberg. Im Westen schließlich, mit der Hohen Riffl verbunden durch den 700 Meter langen Nordwestgrat, liegt der 3151 Meter hohe Totenkopf.

## Stützpunkte und Routen
Der Weg der Alpinisten im Jahre 1869 führte vom östlich gelegenen Winkl bei Heiligenblut aus in sieben Stunden über die Pasterze und den Südrücken auf den Gipfel. Bei der Gelegenheit bestieg man auch noch den Johannisberg. Heutiger Stützpunkt für Touren auf die Riffl ist die östlich gelegene Oberwalderhütte auf 2972 Metern Höhe, nordwestlich der Franz-Josefs-Höhe. Die Hohe Riffl kann nur im Rahmen einer Hochtour bestiegen werden, was eine entsprechende Ausrüstung und Gletschererfahrung erfordert. Von der Hütte aus führt der Normalweg zunächst in westlicher Richtung auf den Oberen Pasterzenboden in Richtung zur Oberen Ödenwinkelscharte, dann in nordwestlicher Richtung über die Südostseite hinauf zum Gipfelkreuz der Hohen Riffl. Die Gehzeit beträgt, laut Literatur, etwa 2½ Stunden. Der kombinierte Anstieg (Eis/Fels) über die Südwestflanke weist Kletterschwierigkeiten im UIAA-Grad III auf, bei einer Eisneigung von 40°. Ernsthafte Eistouren jedoch führen vom Hängegletscher bei den Totenlöchern aus durch die Hohe-Riffl-Nordwand. 1928 wurde zum ersten Mal die Nordwand durchstiegen (350 Höhenmeter, Eisneigung bis 50°). Mehrere Varianten weisen jedoch eine Neigung bis 60° auf.